# Supercoppa italiana 2008
La Supercoppa italiana 2008, denominata Supercoppa TIM per ragioni di sponsorizzazione, è stata la 21ª edizione della competizione disputata il 24 agosto 2008 allo stadio Giuseppe Meazza di Milano. La sfida è stata disputata tra l'Inter, vincitrice della Serie A 2007-2008, e la Roma, detentrice della Coppa Italia 2007-2008.
Ad ottenere la vittoria furono i nerazzurri che sconfissero per 6-5 ai rigori i rivali giallorossi, dopo che i tempi regolamentari si erano conclusi sul punteggio di 2-2.

## Partecipanti
| Squadre | Qualificazione                         | Partecipazioni precedenti (il grassetto indica la vittoria) |
| ------- | -------------------------------------- | ----------------------------------------------------------- |
| Inter   | Vincitore della Serie A 2007-2008      | 5 (1989, 2000, 2005, 2006, 2007)                            |
| Roma    | Vincitore della Coppa Italia 2007-2008 | 4 (1991, 2001, 2006, 2007)                                  |

## Tabellino
| Arbitro: | Saccani (Mantova) |

|                                                                   |                      |                                                             |
| Muntari 18’ Balotelli 84’                                         | Marcatori            | 60’ De Rossi 90’ Vučinić                                    |
| Ibrahimović Balotelli Stanković Maxwell Cambiasso Jiménez Zanetti | Tiri di rigore 6 – 5 | Vučinić Júlio Baptista Cassetti De Rossi Totti Pizarro Juan |

| Internazionale | Roma |

### Formazioni
| Inter (4-3-3)   |    |                    |      |     |
|                 |    |                    |      |     |
| P               | 12 | Júlio César        |      |     |
| D               | 13 | Maicon             |      |     |
| D               | 16 | Nicolás Burdisso   |      | 91’ |
| D               | 19 | Esteban Cambiasso  |      |     |
| D               | 6  | Maxwell            |      |     |
| C               | 4  | Javier Zanetti (c) |      |     |
| C               | 20 | Sulley Muntari     |      |     |
| C               | 7  | Luís Figo          |      | 67’ |
| C               | 5  | Dejan Stanković    | 120’ |     |
| C               | 33 | Mancini            |      | 72’ |
| A               | 8  | Zlatan Ibrahimović | 40’  |     |
| A disposizione: |    |                    |      |     |
| P               | 1  | Francesco Toldo    |      |     |
| D               | 24 | Nelson Rivas       |      | 91’ |
| C               | 11 | Luis Jiménez       |      | 72’ |
| C               | 30 | Pelé               |      |     |
| A               | 9  | Julio Ricardo Cruz |      |     |
| A               | 18 | Hernán Crespo      |      |     |
| A               | 45 | Mario Balotelli    | 113’ | 67’ |
| Allenatore:     |    |                    |      |     |
| José Mourinho   |    |                    |      |     |

| Roma (4-2-3-1)    |    |                      |     |     |
|                   |    |                      |     |     |
| P                 | 32 | Doni                 |     |     |
| D                 | 77 | Marco Cassetti       | 85’ |     |
| D                 | 5  | Philippe Mexès       |     |     |
| D                 | 4  | Juan                 |     |     |
| D                 | 17 | John Arne Riise      |     | 79’ |
| C                 | 16 | Daniele De Rossi (c) |     |     |
| C                 | 7  | David Pizarro        | 31’ |     |
| C                 | 8  | Alberto Aquilani     |     | 89’ |
| C                 | 20 | Simone Perrotta      |     | 86’ |
| C                 | 19 | Júlio Baptista       |     |     |
| A                 | 9  | Mirko Vučinić        | 12’ |     |
| A disposizione:   |    |                      |     |     |
| P                 | 25 | Artur                |     |     |
| D                 | 2  | Christian Panucci    |     |     |
| D                 | 15 | Simone Loria         |     |     |
| D                 | 22 | Max Tonetto          |     | 79’ |
| C                 | 33 | Matteo Brighi        |     |     |
| A                 | 10 | Francesco Totti      |     | 86’ |
| A                 | 89 | Stefano Okaka        |     | 89’ |
| Allenatore:       |    |                      |     |     |
| Luciano Spalletti |    |                      |     |     |